# Jorryt van Hoof
Jorryt van Hoof (* 15. November 1982 in Eindhoven) ist ein professioneller niederländischer Pokerspieler.

## Persönliches
Van Hoof spielte das Sammelkartenspiel Magic: The Gathering und kam darüber zum Poker. Er studierte ein Jahr lang Wirtschaftsingenieurwesen an der Technischen Universität Eindhoven und arbeitete anschließend in einem Spielzeugladen. Als Pokerprofi lebte van Hoof in Dublin und auf Malta; mittlerweile lebt er in London.

## Pokerkarriere
Van Hoof spielt bevorzugt Cash Games der Variante Pot Limit Omaha. Er spielt auf der Onlinepoker-Plattform PokerStars unter dem Nickname TheCleaner11. Van Hoof wurde eine Zeit lang von Full Tilt Poker gesponsert und trat bei diesem Onlinepokerraum unter seinem richtigen Namen auf. Seit 2005 nimmt er an renommierten Live-Turnieren teil.
Van Hoof war Ende Juni 2005 erstmals bei der World Series of Poker (WSOP) im Rio All-Suite Hotel and Casino am Las Vegas Strip erfolgreich und kam bei einem Turnier in No Limit Hold’em in die Geldränge. Im November 2006 wurde er beim Main Event der Master Classics of Poker in Amsterdam Siebter und erhielt mehr als 50.000 Euro. Bei der WSOP 2014 erreichte van Hoof beim Main Event als Chipleader den Finaltisch, der im November 2014 ausgespielt wurde. Dort belegte er den mit über 3,8 Millionen US-Dollar dotierten dritten Platz. Im August 2019 kam van Hoof bei zwei Events der European Poker Tour (EPT) in Barcelona auf die bezahlten Plätze und sicherte sich mehr als 135.000 Euro. Ende November 2019 gewann er das High Roller der Master Classics of Poker mit einer Siegprämie von rund 165.000 Euro. Bei der EPT in Prag wurde van Hoof Mitte Dezember 2019 Zweiter bei einem Side-Event, wofür er über 270.000 Euro erhielt. Im Januar 2020 gewann er ein in Pot Limit Omaha gespieltes Turnier der Aussie Millions Poker Championship in Melbourne und sicherte sich den Hauptpreis von umgerechnet mehr als 320.000 US-Dollar.
Insgesamt hat sich van Hoof mit Poker bei Live-Turnieren knapp 6 Millionen US-Dollar erspielt und ist damit der erfolgreichste niederländische Pokerspieler.